# Георги Харалампиев
Георги Харалампиев Василев, известен и с прякора си Ампето, е бивш български футболист, полузащитник. Между 1959 г. и 1972 г. записва 260 мача с 30 гола в А група за Славия (София), Ботев (Пловдив) и Чардафон-Орловец (Габрово).
След края на състезателната си кариера дълго време работи като треньор по футбол.

## Биография
Като футболист още 17-годишен дебютира в мъжкия отбор на Славия, където преминава състезателната му кариера. Две години играе за Ботев Пловдив (1961 – 1963), а по време на престоя си под тепетата е играл и е делял една стая с великия Георги Аспарухов. Става и вицешампион с отбора на Ботев през 1963 г. Носител на Купата на България през 1962 г. (с Ботев Пловдив), 1964 и 1966 г. (със Славия). С „белите“ от Овча купел е вицешампион през 1959 и 1967 и бронзов медалист през 1964, 1965 и 1966 г.
Играл е и за Янтра. Бивш национал. За КНК има 16 мача и 1 гол (14 мача с 1 гол за Славия и 4 мача за Ботев), полуфиналист през 1967 г. със Славия. На треньорското поприще най-дълго е бил отново в „белия“ клуб като треньор на децата и юношите, помощник и старши треньор. Водил е редица клубове в България – Бдин, Павликени, Несебър, Металург (Перник), Добруджа (от 19.09 до 06.10.2002 в А група), Септември. В последните две години Ампето, както е известен във футболните среди, бе дежурен делегат на БФС на срещите от първенството. Според него обаче все още има какво да даде на футбола и ето че за новия сезон е поканен в Русе за старши треньор на местния Дунав.

## Статистика по сезони в А група
| Сезон       | Отбор                      | Първенство | Мачове | Голове | Асистенции |
| ----------- | -------------------------- | ---------- | ------ | ------ | ---------- |
| 1960 пролет | Славия (София)             | А група    | 7      | 1      | 0          |
| 1960/61     | Славия                     | А група    | 20     | 3      | 3          |
| 1961 есен   | Славия                     | А група    | 6      | 0      | 1          |
| 1962 пролет | Ботев (Пловдив)            | А група    | 10     | 3      | 1          |
| 1962/63     | Ботев (Пд)                 | А група    | 28     | 2      | 3          |
| 1963 есен   | Ботев (Пд)                 | А група    | 7      | 0      | 1          |
| 1963/64     | Славия                     | А група    | 23     | 4      | 1          |
| 1964/65     | Славия                     | А група    | 27     | 4      | 2          |
| 1965/66     | Славия                     | А група    | 28     | 5      | 1          |
| 1966/67     | Славия                     | А група    | 30     | 2      | 1          |
| 1967/68     | Славия                     | А група    | 27     | 5      | 4          |
| 1968 есен   | Славия                     | А група    | 8      | 0      | 0          |
| 1970/71     | Чардафон-Орловец (Габрово) | А група    | 30     | 1      | 1          |
| 1971/72     | Славия                     | А група    | 24     | 0      | 2          |

## Успехи
Славия
- Вицешампион на България (2): 1959, 1967
- Бронзов медалист на България (3): 1964, 1965, 1966
- Носител на Купата на България (2): 1964, 1966
- 1/2 финалист за КНК (1): 1966/67

Ботев Пловдив
- Носител на Купата на България (1): 1962